# Chaplin (Nouvelle-Écosse)
Pour les articles homonymes, voir Chaplin (homonymie).
Chaplin est une communauté rurale située dans l'Est de la vallée de la Musquodoboit (en) dans la municipalité régionale de Halifax en Nouvelle-Écosse au Canada. Localement, la communauté est connue sous le nom de Woodside Road tandis que le nom de Chaplin est utilisé sur les cartes et par le gouvernement.